# Ælle (roi du Deira)
Pour les articles homonymes, voir Aella.
Ælle, mort vers 588, est le premier souverain connu de Deira, un royaume anglo-saxon du nord de l'Angleterre.

## Biographie
La Chronique anglo-saxonne le fait accéder au pouvoir en 560, à la mort d'Ida de Bernicie, la même année où Ceawlin devient roi de Wessex. Comme ce dernier, Ælle aurait régné trente ans. Sa mort n'en pas moins enregistrée sous l'année 588, soit vingt-huit ans seulement après son avènement. Bède le Vénérable contredit cette chronologie en affirmant qu'Ælle règne encore à l'arrivée de la mission grégorienne en Angleterre, en 597. Le règne d'Ælle aurait alors pu commencer à la fin des années 560 plutôt qu'au début.
Le manuscrit Parker de la Chronique ajoute une généalogie mythique qui en fait un descendant de Woden à la onzième génération. Elle lui donne pour père un certain Yffi ou Iffa, inconnu par ailleurs, mais qui peut être un personnage historique, ce nom réapparaissant plus tard dans l'anthroponymie de la famille royale.
De son règne, on ne sait rien. Il est possible que la mort d'Ida ait créé au sud de la Bernicie un espace pour l'affirmation de la nouvelle dynastie. L'un des fils d'Ælle, Edwin, règne par la suite sur une Northumbrie provisoirement unifiée. Suivant Bède qui la présente comme la sœur d'Edwin, les hagiographes lui donnent aussi une fille, Acha, mère d'Oswald de Northumbrie. Quant au successeur immédiat d'Ælle, Æthelric, il est possible qu'il soit un autre de ses fils.
Ælle est mentionné dans l'anecdote des jeunes esclaves angles que le futur pape Grégoire vit exposés sur un marché romain. Après avoir comparé ces Angli à des anges (angeli), il apprend le nom de leur pays d'origine (le Deira) et leur prédit qu'ils se sauveront de la colère (de ira) de Dieu. Enfin, le nom de leur roi (sous la forme Aelli) lui inspire un jeu de mots avec alleluia (Bède, Histoire ecclésiastique..., II, 1).
Dans un contexte tout différent, on le trouve aussi mentionné dans un conte vraisemblablement très ancien, que nous connaissons par une version suédoise du XIIIe siècle incluse dans la Gautreks Saga : Ref, un fils de paysan qui a pour toute fortune une pierre à aiguiser, l'offre au roi Gautrek, qui lui fait en échange un cadeau plus précieux. Ref s'empresse d'aller l'offrir à un autre roi, qui le récompense à son tour. En visitant ainsi de nombreux rois (dont Ælle) et en offrant à chacun le cadeau du roi précédent, il devient assez riche pour demander la main de la fille de Gautrek.